# Antonio Manuel Ruiz Fernández
Antonio Manuel Ruiz Fernández, más conocido como "Romerito" (Alcalá del Río, Sevilla, 20 de febrero de 1977) es un exjugador y entrenador de fútbol español que actualmente dirige al Linares Deportivo de la Primera División RFEF.

## Carrera deportiva

### Como jugador
Natural de Alcalá del Río, es un defensa central que empezó como jugador en las filas del Xerez CD en la temporada 1997-98. Más tarde, en 1999 firmaría por el RCD Mallorca con el que sería asignado a su filial, el RCD Mallorca B. 
En el club bermellón alcanzó sus mayores logros, ya que el 17 de enero de 2000 debutó en Primera División con el primer equipo del RCD Mallorca de la mano de Fernando Vázquez e incluso marcó un gol en el Estadio Santiago Bernabeu frente al Real Madrid CF.
En la temporada 2001-02, recaló en el Recreativo de Huelva dirigido por Lucas Alcaraz, en el que contó poco con él y se marchó cedido al Hércules CF de la Segunda División B, con el que subió a Segunda División.
En la temporada 2002-03, firmó por la SD Compostela en Segunda División B. En el mercado de invierno de la misma temporada, se comprometió con el Écija Balompié y permaneció allí hasta la temporada 2004-05.
En las siguientes tres temporadas jugaría en las filas del Linares Deportivo en la Segunda División B. 
Más tarde, defendería las camisetas del Águilas CF, Deportivo Alavés, Lucena CF, Real Balompédica Linense y Atlético Sanluqueño Club de Fútbol. 
El 1 de junio de 2016, anunció su retirada a los 39 años en las filas del Xerez DFC.

### Como entrenador
En verano de 2016, tras finalizar su dilatada trayectoria como futbolista en las filas del Xerez DFC, Romerito inició su andadura como entrenador en las filas del conjunto jerezano siendo responsable del equipo de la Liga Nacional Juvenil. 
En la temporada 2017-18, firmó como entrenador del CD Rota, con el que logró una agónica permanencia en la División de Honor Andaluza.
En la temporada 2018-19, lograría ascender al CD Rota a la Tercera División de España.
En la temporada 2019-20, tras comenzar la temporada con conjunto roteño en la Tercera División de España, el 10 de marzo de 2020 firmó por el Atlético Sanluqueño Club de Fútbol de la Segunda División B que estaba en puestos de descenso en la clasificación.
Debido a la crisis sanitaria provocada por el coronavirus le impidió debutar en la Segunda División B como entrenador del Atlético Sanluqueño Club de Fútbol, al darse la liga regular por finalizada.
Para la temporada 2020-21, la directiva del Atlético Sanluqueño Club de Fútbol decidió mantenerlo en el cargo de entrenador, logrando el ascenso a la Primera División RFEF. 
El 7 de abril de 2021, sería destituido como entrenador del Atlético Sanluqueño Club de Fútbol por "discrepancias con la junta directiva", siendo sustituido por Pedro Buenaventura Ugía.
El 20 de mayo de 2021, firma como entrenador de la Real Balompédica Linense de la Primera División RFEF.
El 8 de febrero de 2023, firma como nuevo entrenador en el Xerez DFC de la Segunda División RFEF, esta vez como máximo responsable del primer equipo.
El 16 de abril de 2024, firma por el Linares Deportivo de la Primera División RFEF.

## Trayectoria como jugador
| Club                               | País   | Año       |
| ---------------------------------- | ------ | --------- |
| Xerez CD                           | España | 1997-1999 |
| RCD Mallorca B                     | España | 1999-2002 |
| Recreativo de Huelva (cedido)      | España | 2001-2002 |
| Hércules CF (cedido)               | España | 2002      |
| CF Extremadura                     | España | 2002-2003 |
| SD Compostela                      | España | 2003      |
| Écija Balompié                     | España | 2004-2005 |
| Linares Deportivo                  | España | 2005-2008 |
| Águilas CF                         | España | 2008-2009 |
| Deportivo Alavés                   | España | 2009-2010 |
| Lucena CF                          | España | 2010-2011 |
| Real Balompédica Linense           | España | 2011-2012 |
| Atlético Sanluqueño Club de Fútbol | España | 2012-2013 |
| Xerez DFC                          | España | 2013-2016 |

## Trayectoria como entrenador
| Club                               | País   | Año             |
| ---------------------------------- | ------ | --------------- |
| Xerez DFC Juvenil                  | España | 2016-2017       |
| CD Rota                            | España | 2017-2020       |
| Atlético Sanluqueño Club de Fútbol | España | 2020-2021       |
| Real Balompédica Linense           | España | 2021-2022       |
| Xerez DFC                          | España | 2023            |
| Linares Deportivo                  | España | 2024-actualidad |